# Melanie van der Straaten
Melanie van der Straaten ist ein 1982 geschaffener Film des Fernsehens der DDR von Thomas Langhoff nach dem Gesellschaftsroman L’Adultera von Theodor Fontane aus dem Jahr 1882.

## Produktion
Das Szenarium stammt von Anne Habeck und für die Dramaturgie war Albrecht Börner verantwortlich.
Die Erstausstrahlung des auf ORWO-Color geschaffenen Films erfolgte am 28. Dezember 1982 im 1. Programm des Fernsehens der DDR.

## Kritik
„Die eigentliche Hauptrolle [aber] spielt Kurt Böwe, der in diesen Ezechiel van der Straaten ‚hineinsteigt‘, ihn ‚ausfüllt‘, von innen her erstrahlen läßt. Er gibt ihn liebenswürdig und boshaft läßt ihn jovial und gütig sein und provozierend durch seine Anzüglichkeiten, läßt ihn trotz stabiler Fülle grazil tänzeln und sich drehen und wenden. Böwe zeigt einen Menschen mit all seinen Licht- und Schattenseiten. Diese, seine Figur lebt wie keine andere!“

„Langhoffs Bildfolge entspricht in schöner Korrespondenz dem Erzählmaß Fontanes, den wechselnden Stimmungen, psychologischen Konstellationen und ironischen Brechungen.“

Das Lexikon des internationalen Films schreibt, dass sich bei Melanie van der Straaten um eine ambitionierte Verfilmung des ersten großen Frauenromans der Literaturgeschichte handelt.